# Levkî, Prîlukî
Levkî (în ucraineană Левки) este un sat în comuna Kolisnîkî din raionul Prîlukî, regiunea Cernihiv, Ucraina.

## Demografie
Componența lingvistică a localității Levkî
     Ucraineană (97,7%)
     Rusă (2,3%)
Conform recensământului din 2001, majoritatea populației localității Levkî era vorbitoare de ucraineană (97,7%), existând în minoritate și vorbitori de rusă (2,3%).